# Орден Леопольда I
Орден Леопольда I — вища державна нагорода Королівства Бельгія. Започаткований 11 липня 1832 року королем Леопольдом I як військовий і цивільний орден спочатку чотирьох, а з 1839 року — п'яти класів; зірки з двома першими. Під час нагородження військовиків на знаку розміщуються перехрещені мечі. Гросмейстер ордену — король Бельгії.

## Ступені

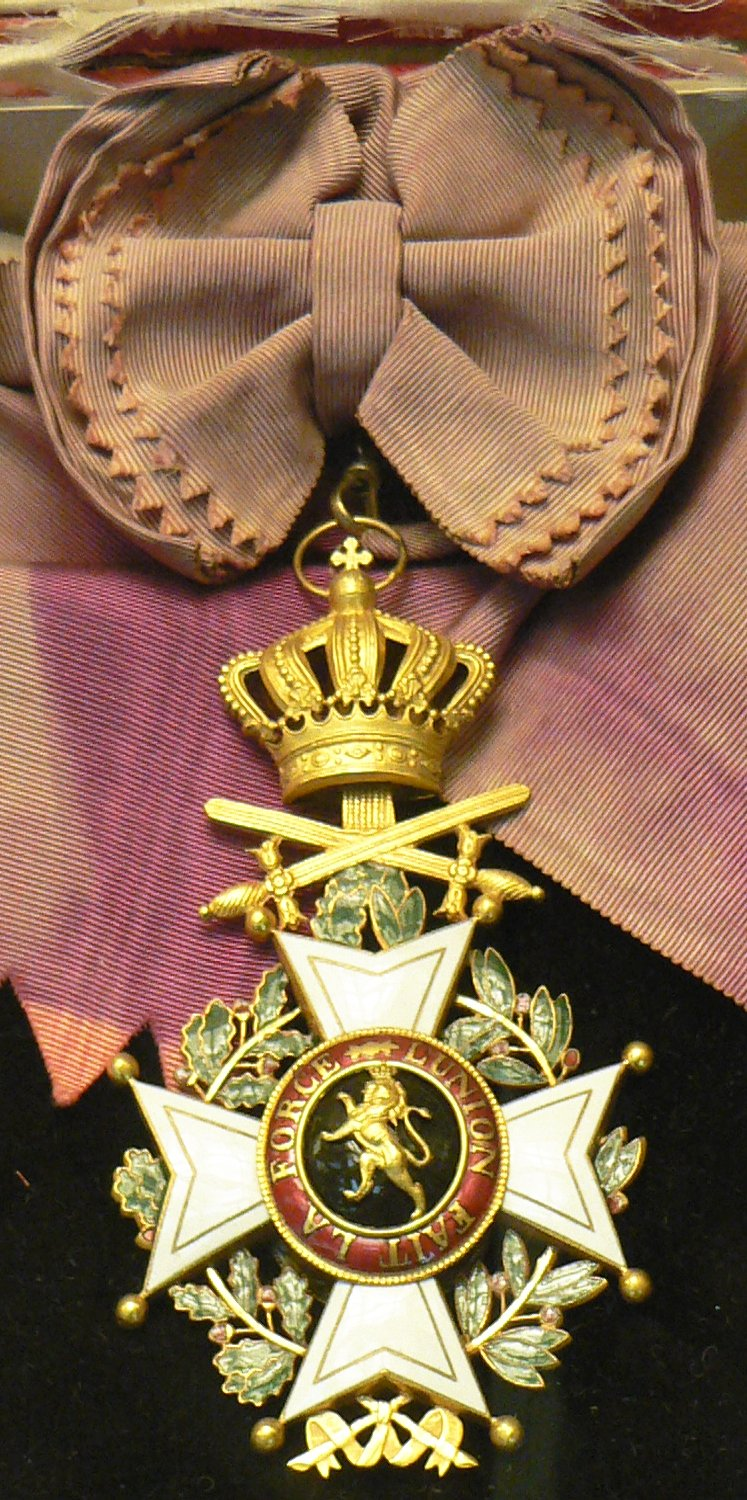
Знак ордена Кавалера Великого хреста з мечами

- Кавалер Великого хреста (фр. Grand'croix)
- Гранд офіцер (фр. Grand officier)
- Командор (фр. Commandeur)
- Офіцер (фр. Officier)
- Кавалер (фр. Chevalier)

## Опис

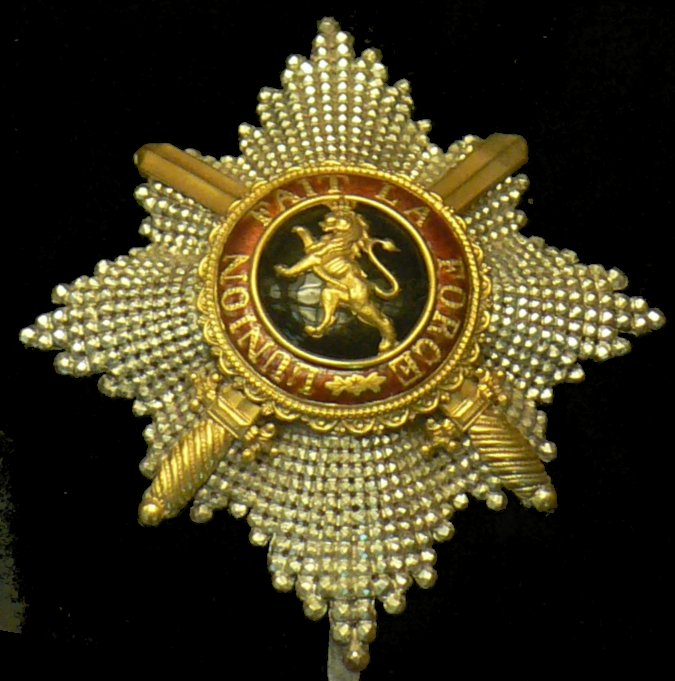
Зірка ордена з мечами

Орденський знак є хрестом на білому емальованому полі з лавровим вінцем й дубовою гілкою між якими з чотирьох боків зірки. У центрі розташований щит, оточений червоним колом із двома ободами з золота, на лицьовому боці — герб Бельгії та девіз, накреслений золотими літерами, напис, що складається з літер 2 L і 2 Р, що означає Леопольда I. Орден увінчаний королівською короною.
Колір стрічки — фіолетовий.
Ця нагорода еквівалентна ордену Почесного легіону у Франції.